# هایدی بلیکنستاف
هایدی بلیکنستاف (انگلیسی: Heidi Blickenstaff؛ زادهٔ ۲۸ دسامبر ۱۹۷۱) بازیگرو خواننده اهل ایالات متحده آمریکا است. وی از سال ۱۹۹۶ میلادی تاکنون مشغول فعالیت بوده‌است.
از فیلم‌ها یا برنامه‌های تلویزیونی که وی در آن نقش داشته‌است می‌توان به ریباند اشاره کرد.